# Fränkische Schweiz

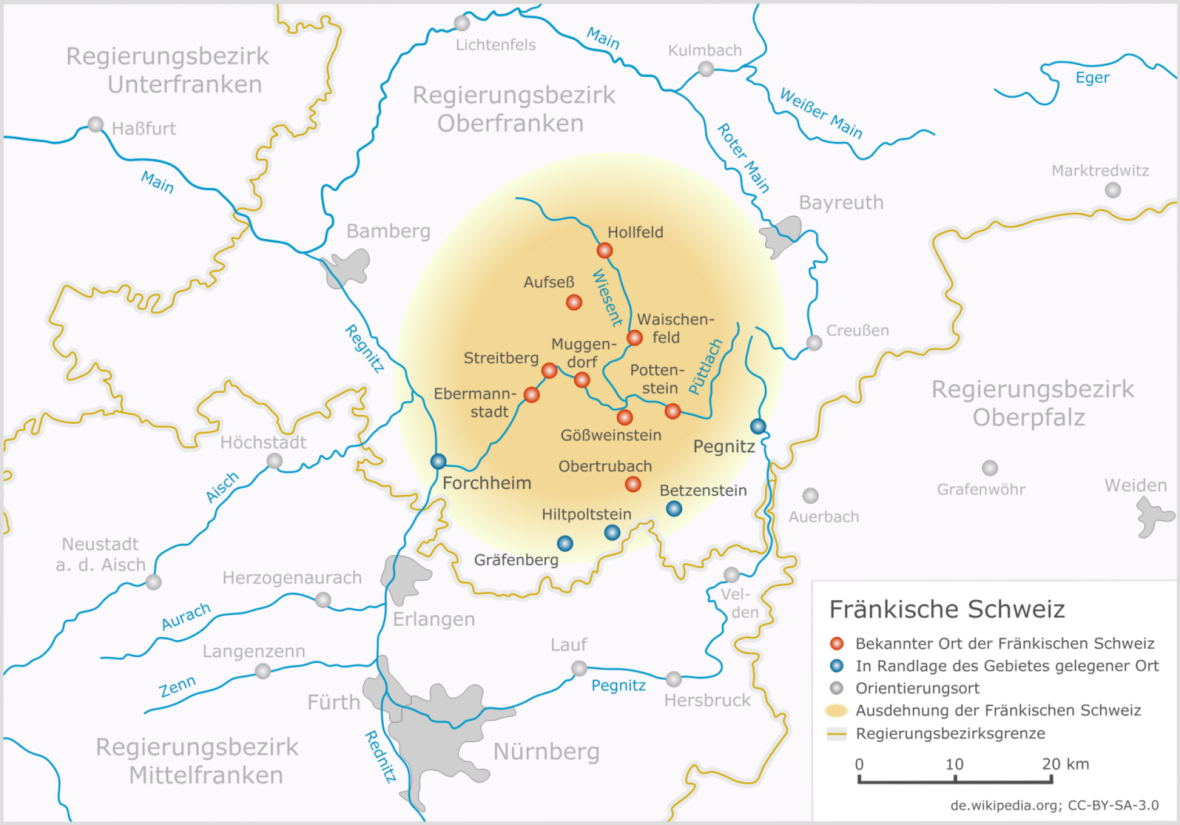
Fränkische Schweiz

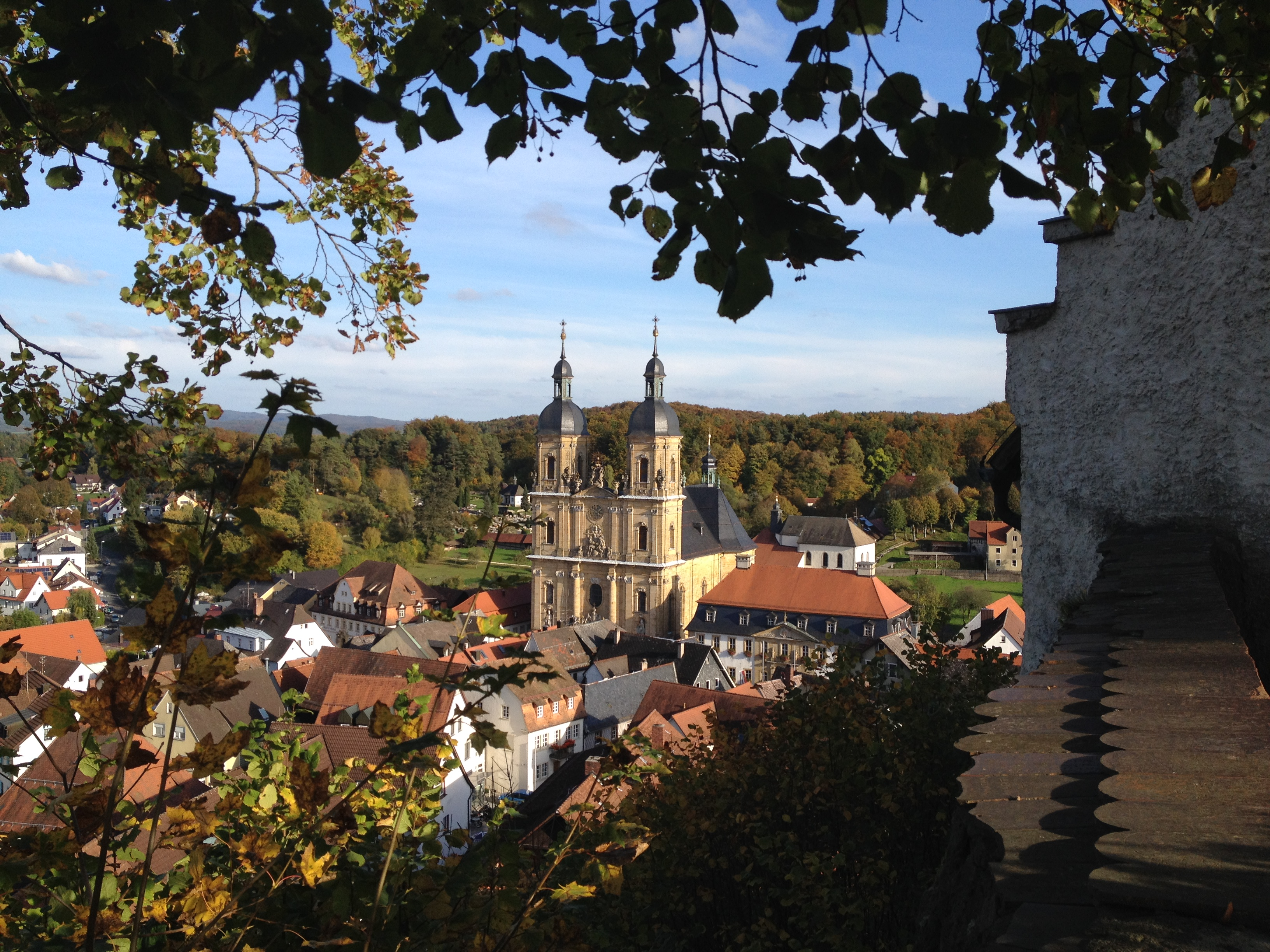
Gössweinstein

De Fränkische Schweiz ligt in Oberfranken in Beieren en heeft een karakteristiek berg- en heuvellandschap met markante rotsformaties, grotten en holen. Bovendien heeft het een groot aantal burchten en ruïnes.

## Geografie
De Fränkische Schweiz is het noordelijke deel van de Fränkische Alb en omvat eigenlijk alleen het stroomgebied van de rivier de Wiesent. In het spraakgebruik wordt er echter het gebied omsloten door de rivieren Main, Regnitz en Pegnitz mee aangeduid.

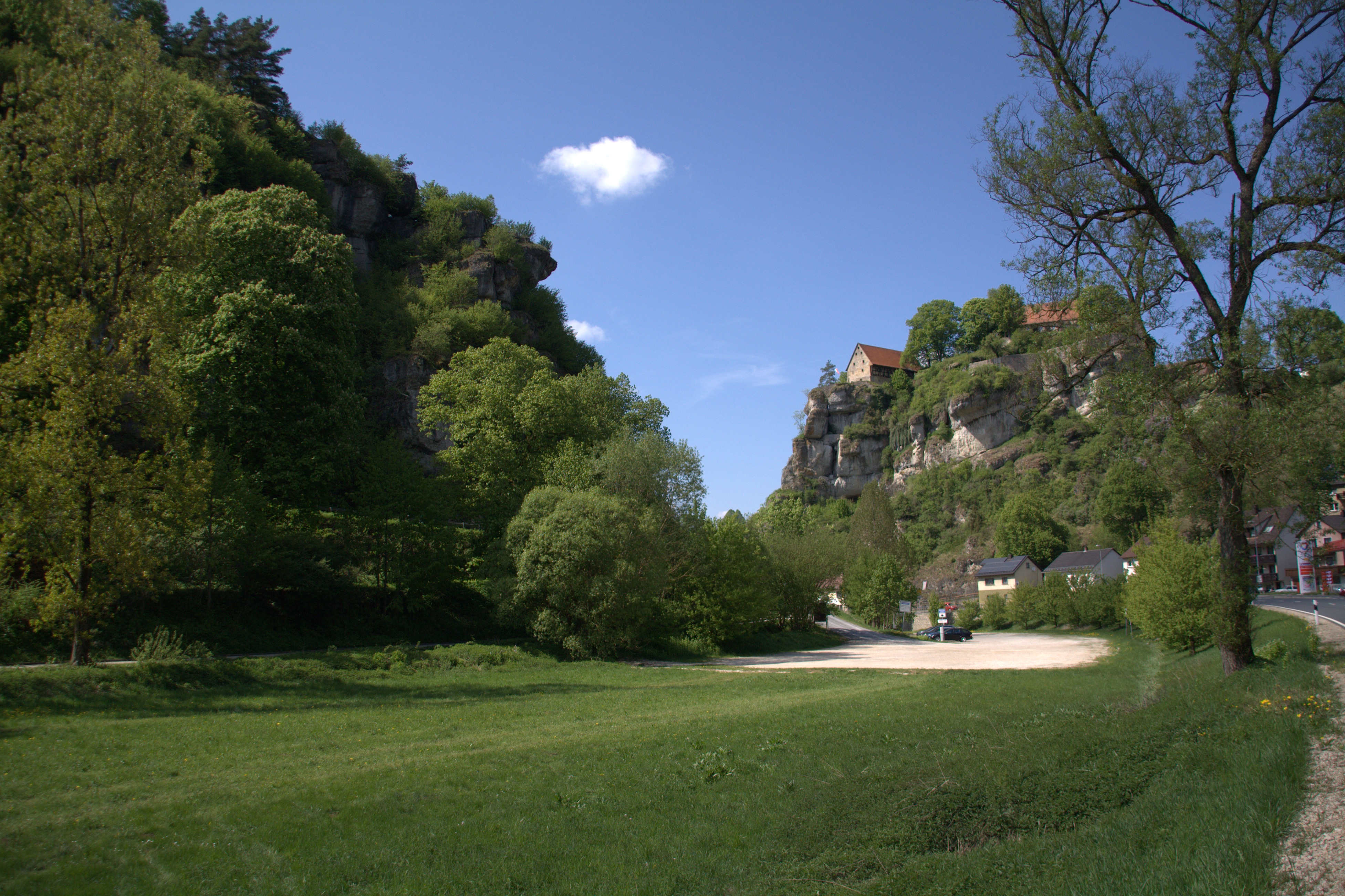
Pottenstein

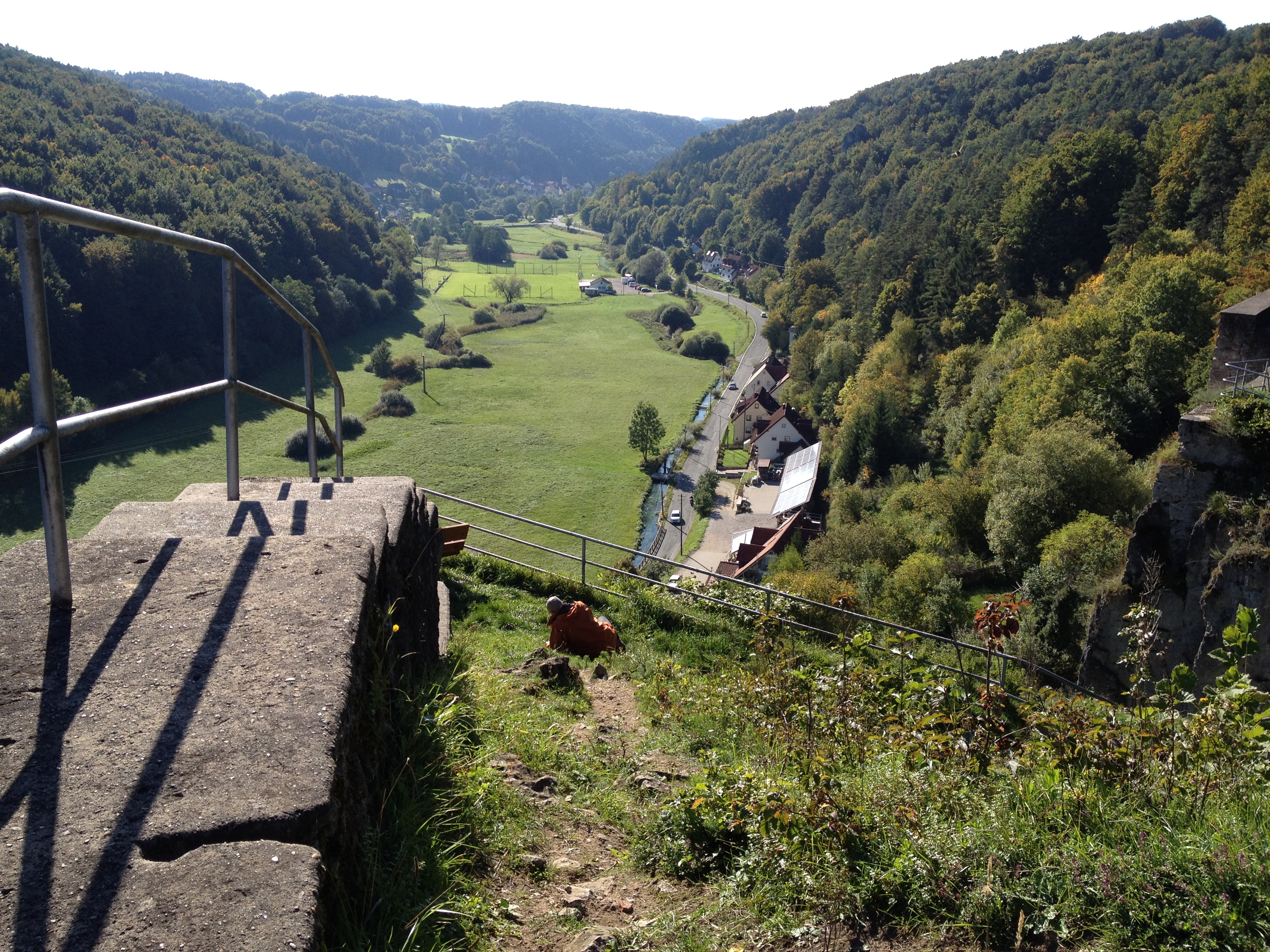
Trubachtal

### Plaatsen
De bekendste plaatsen zijn:
- Pottenstein
- Gößweinstein
- Muggendorf
- Ebermannstadt
- Streitberg
- Egloffstein
- Waischenfeld

## Geologie
De Fränkische Schweiz heeft een karstlandschap met diep uitgeslepen rivierdalen en droge en weinig vruchtbare hoogvlakten. Door erosie en verwering ontstaan de grillige rotsformaties.

## Verheffingen

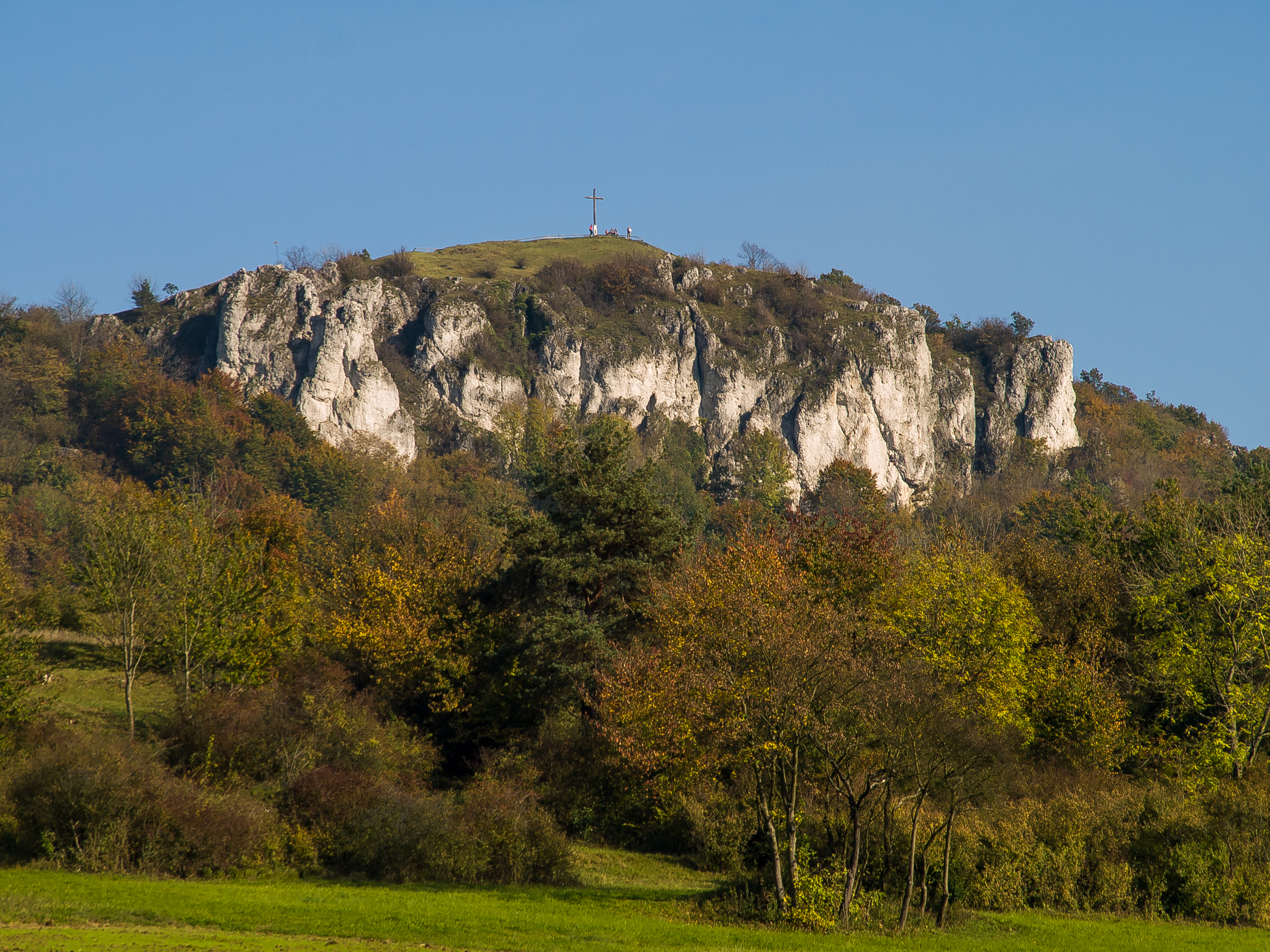
Walberla

Een van de verheffingen is de in de volksmond geheten Walberla, een tafelberg ten oosten van Forchheim. De officiële naam van het massief is Ehrenbürg en bestaat uit de 532 m hoge Rodenstein en de 512 m hoge Walberla.

## Grotten en spelonken

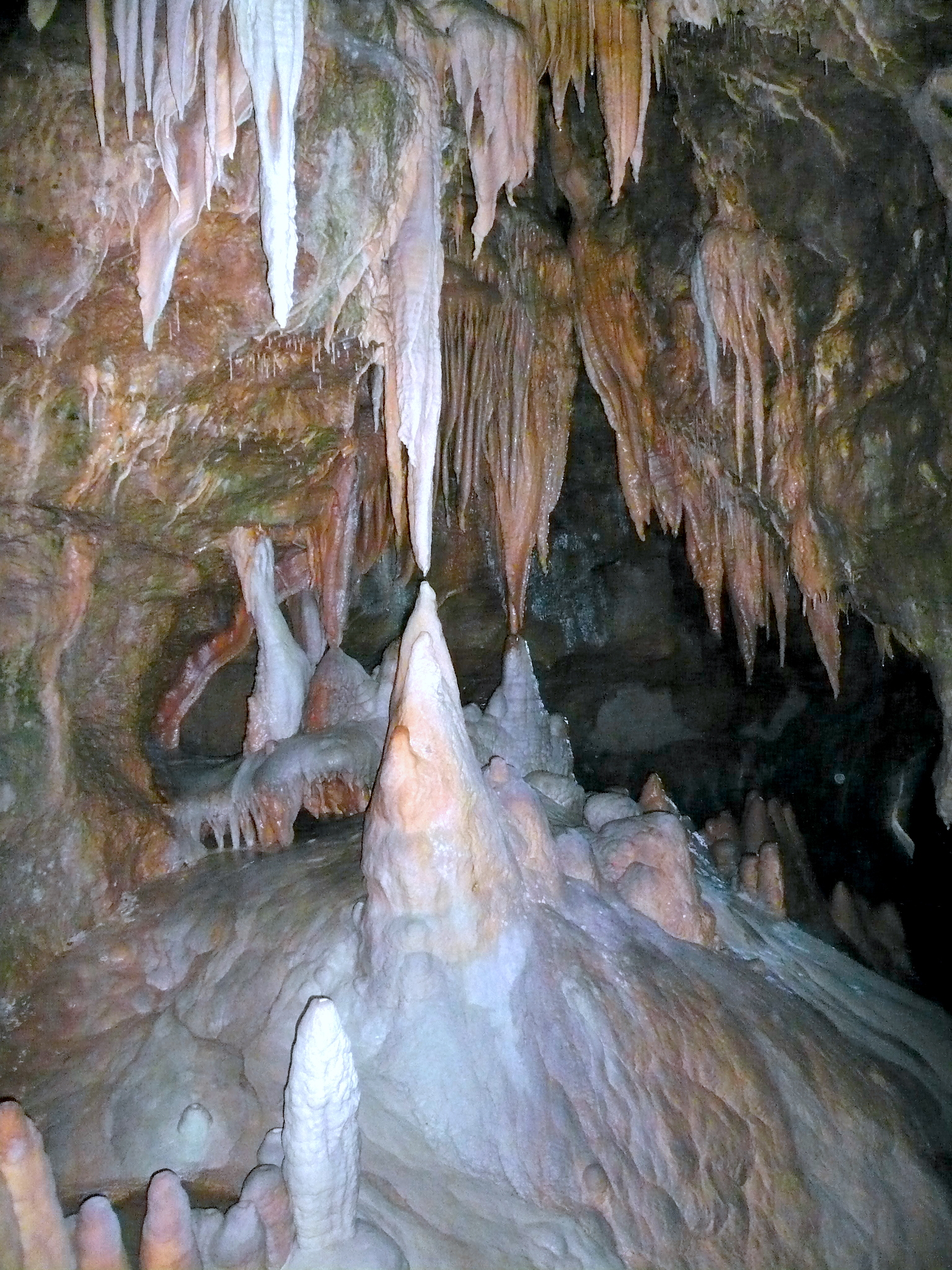
Teufelshöhle

Ontelbaar is het aantal grotten en spelonken in dit gebied. De grootste en bekendste grot is de Teufelshöhle bij Pottenstein. Een van de diepste spelonken is de Fellner Doline bij Gößweinstein met een diepte van bijna 100 meter.

## Burchten & ruïnes

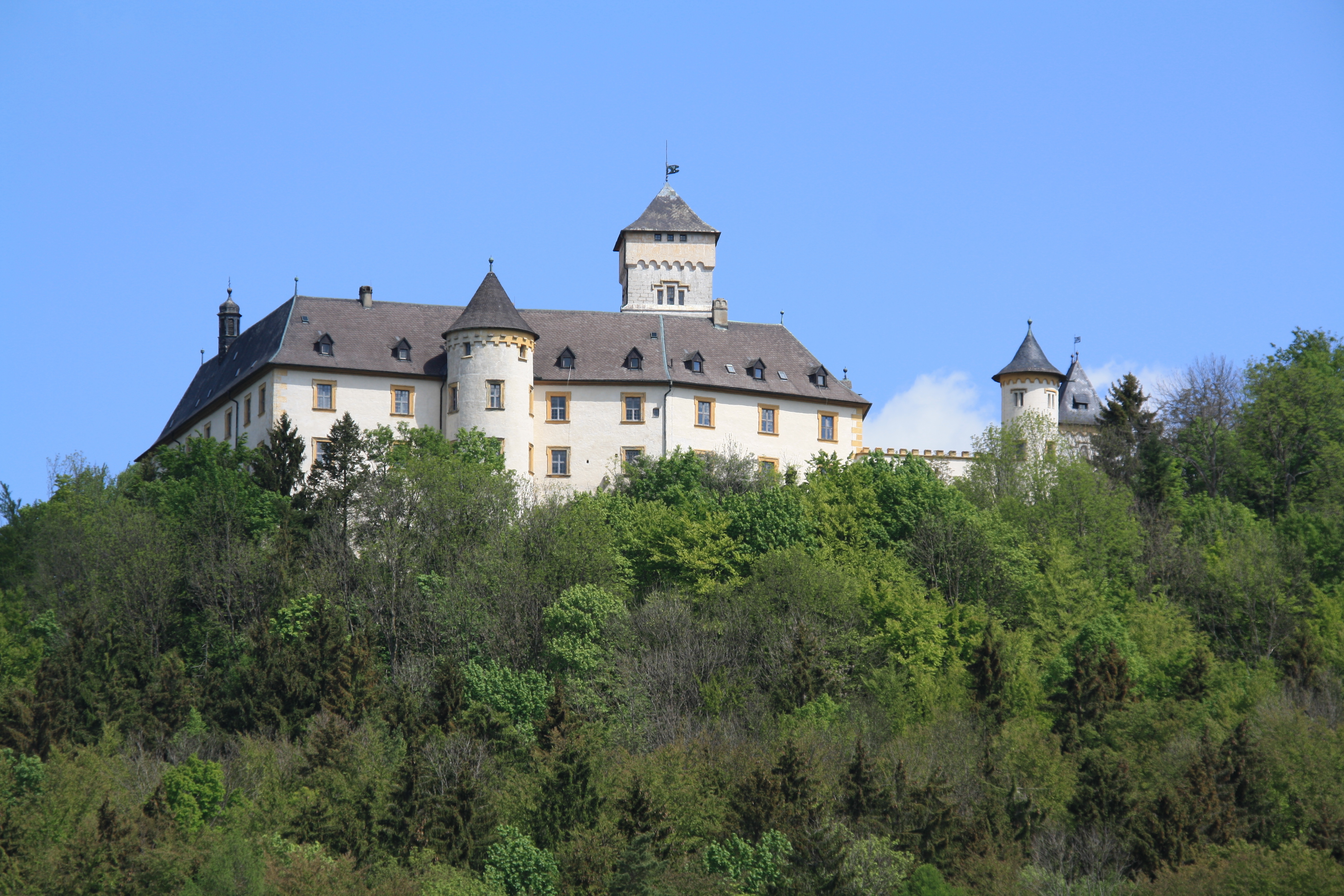
Schloss Greifenstein

Het gebied vormde een strijdtoneel tussen de vorsten van Bamberg, Neurenberg en Bohemen. Op strategische plekken werden burchten gebouwd, veelal met een tolfunktie of ter bescherming van de mijnen.
Als gevolg daarvan telt de Fränkische Schweiz meer dan 70 burchten, sloten en vestingen of de ruïnes ervan.

## Paasbronnen

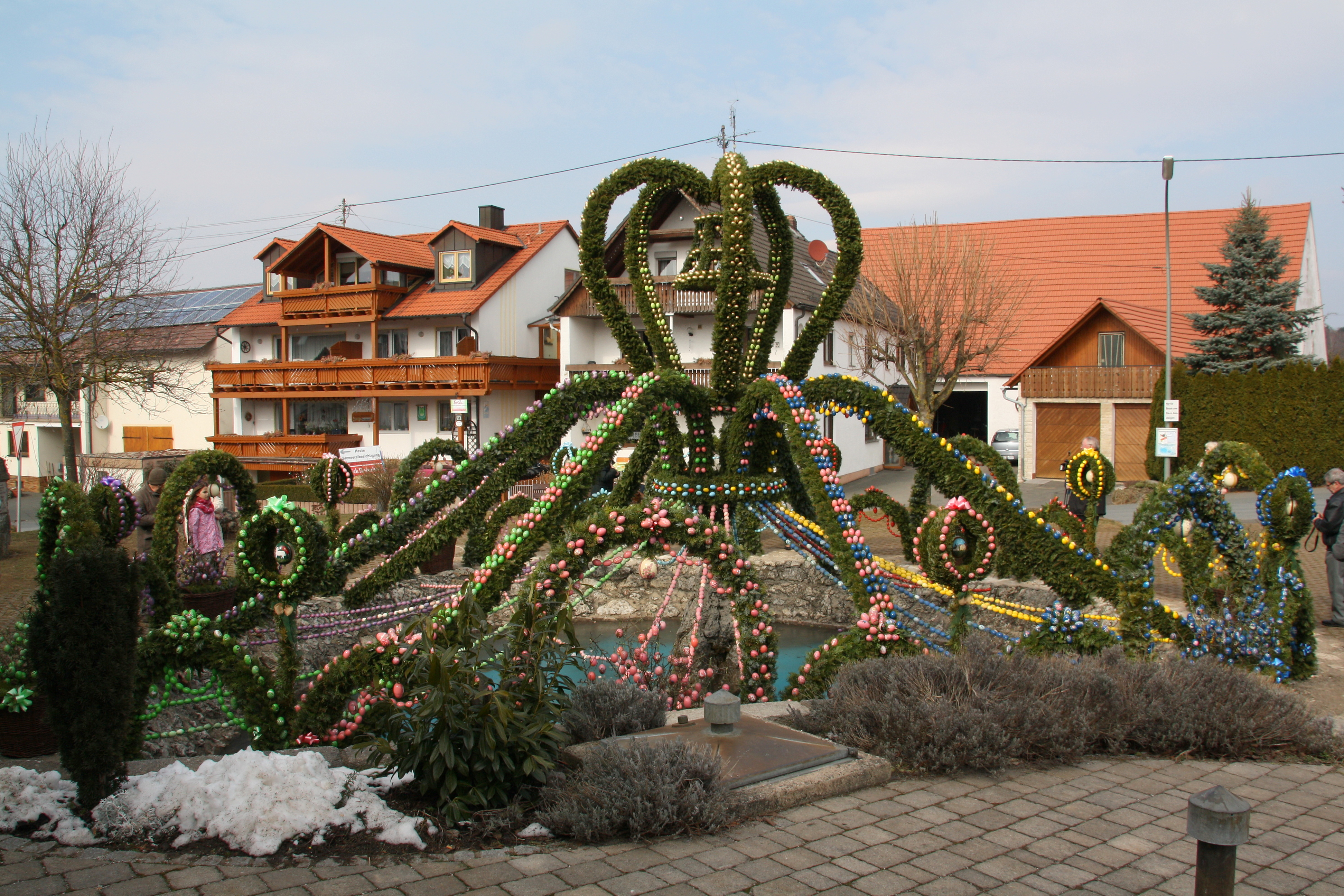
Bieberbach in Osterbrunnen

Rond Pasen worden de bronnen versierd met beschilderde eieren. Dit gebruik voert terug op een tekort aan water in deze streek, met name de hoogvlaktes.
Bronnen werden gekoesterd en in het voorjaar schoongemaakt en onderhouden. Door de huidige watervoorziening via leidingen zijn de bronnen niet meer nodig.
Het gebruik om ze te versieren is blijven bestaan.
Bieberbach (zie foto's) heeft de grootste paasbron.

## Galerij

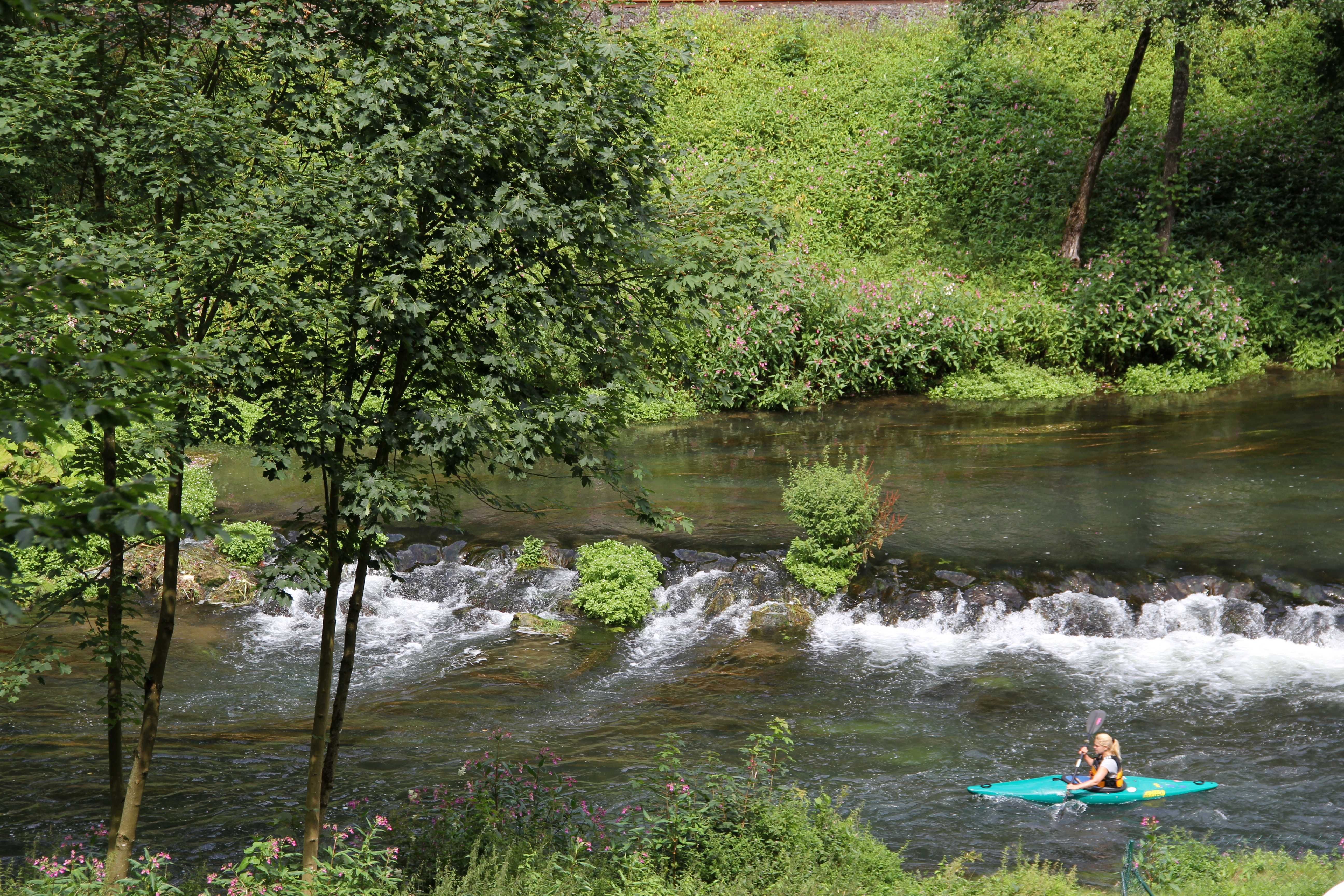
Wiesent
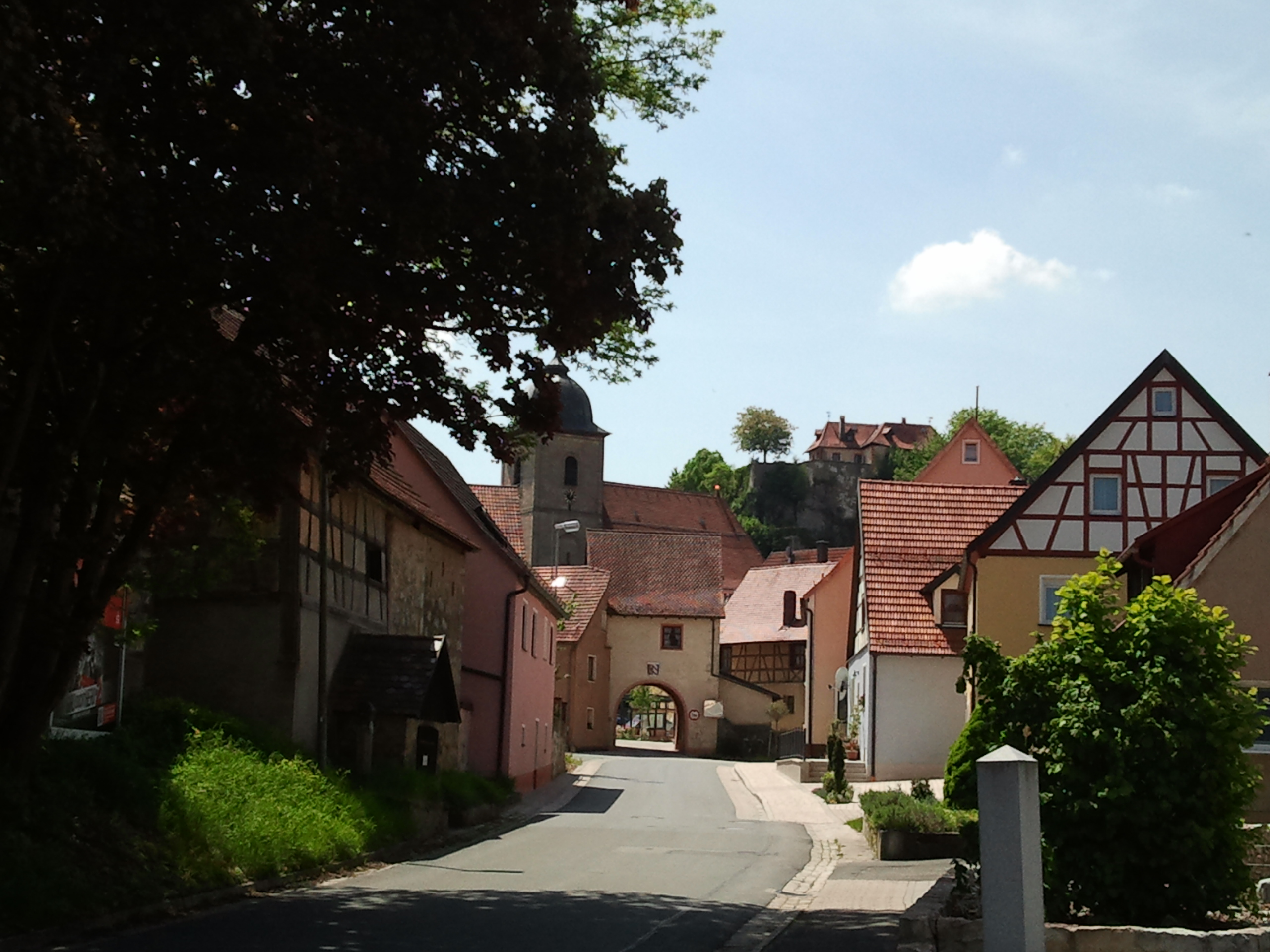
Betzenstein
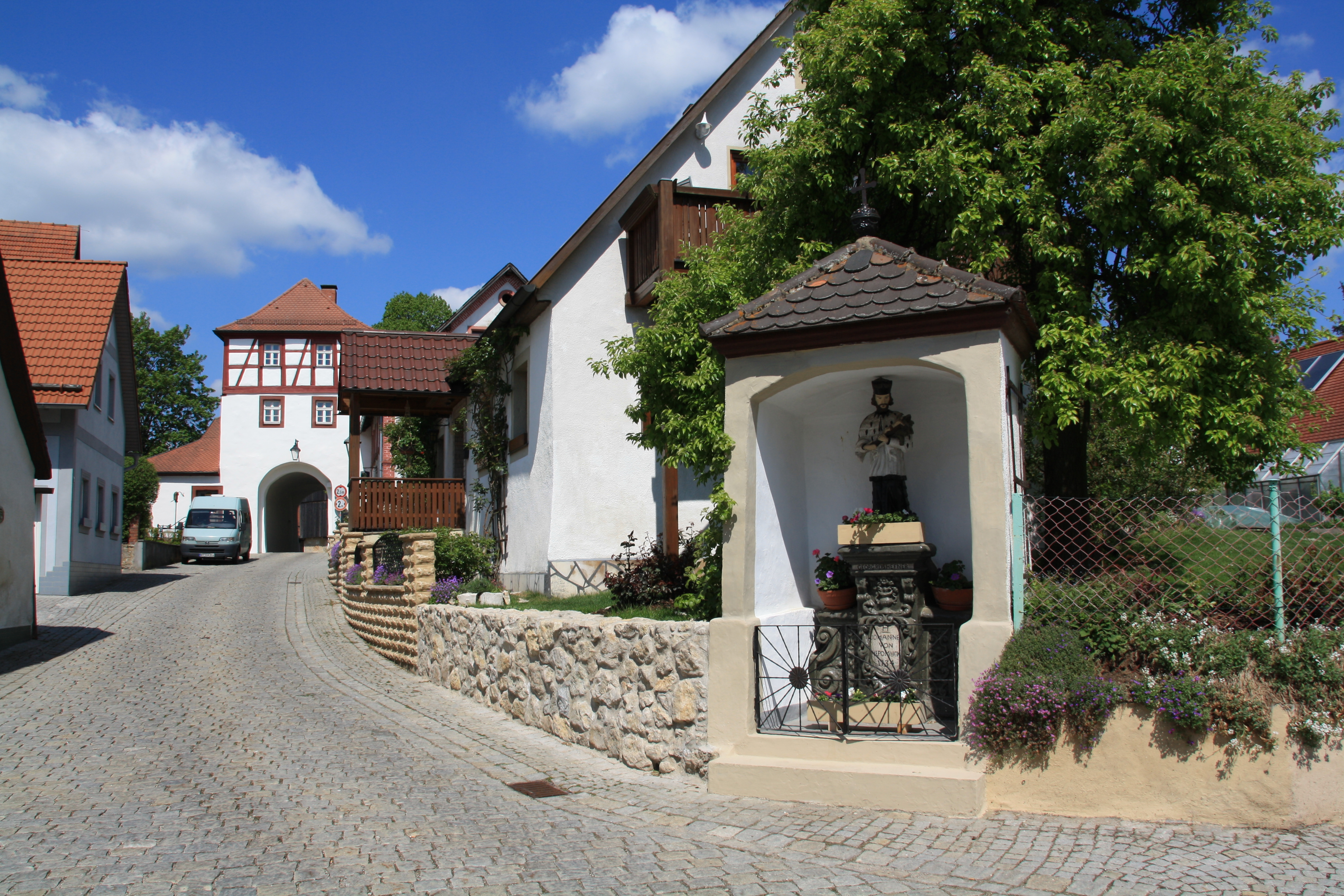
Hollfeld
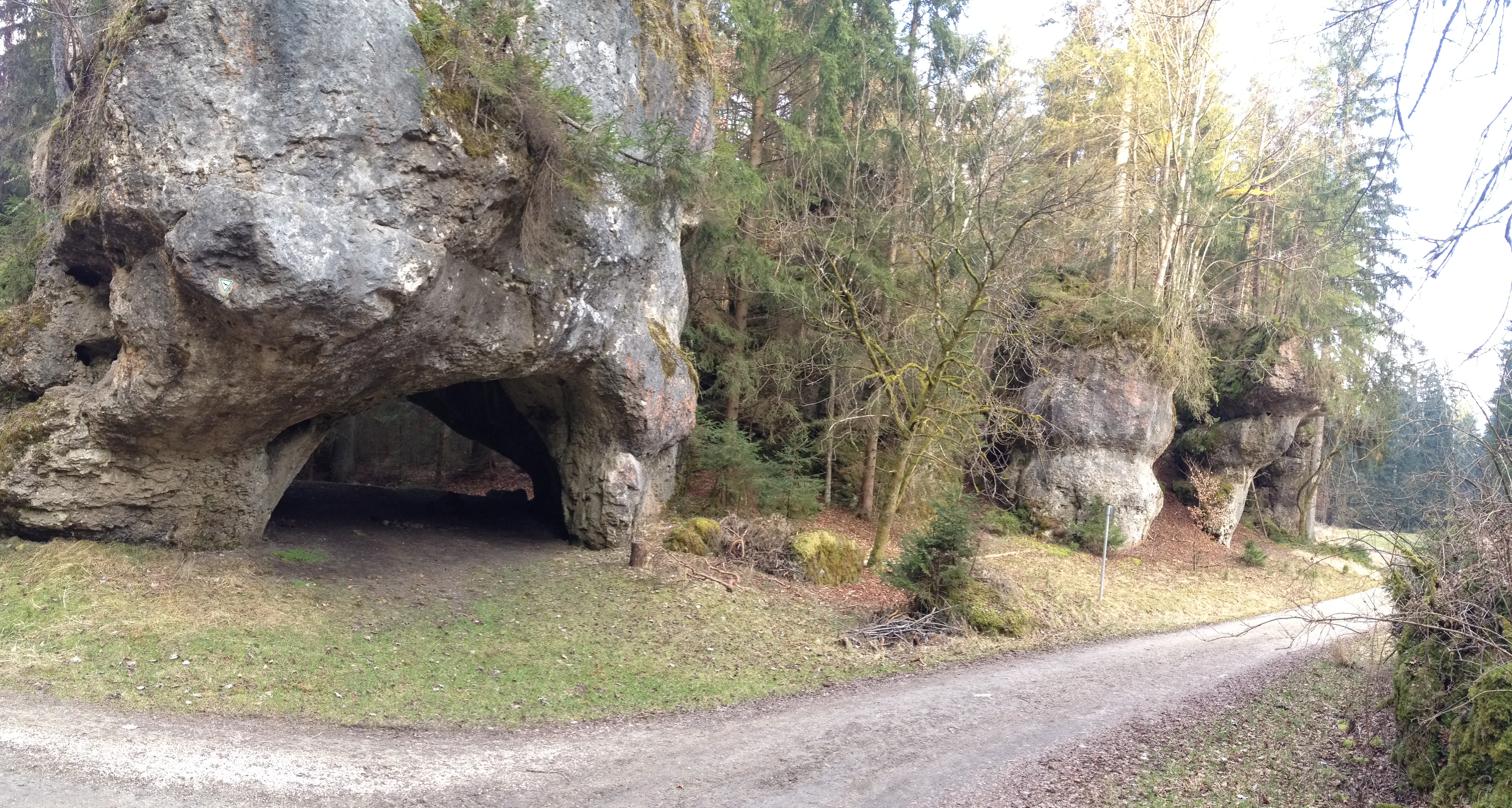
Veldensteiner Forst
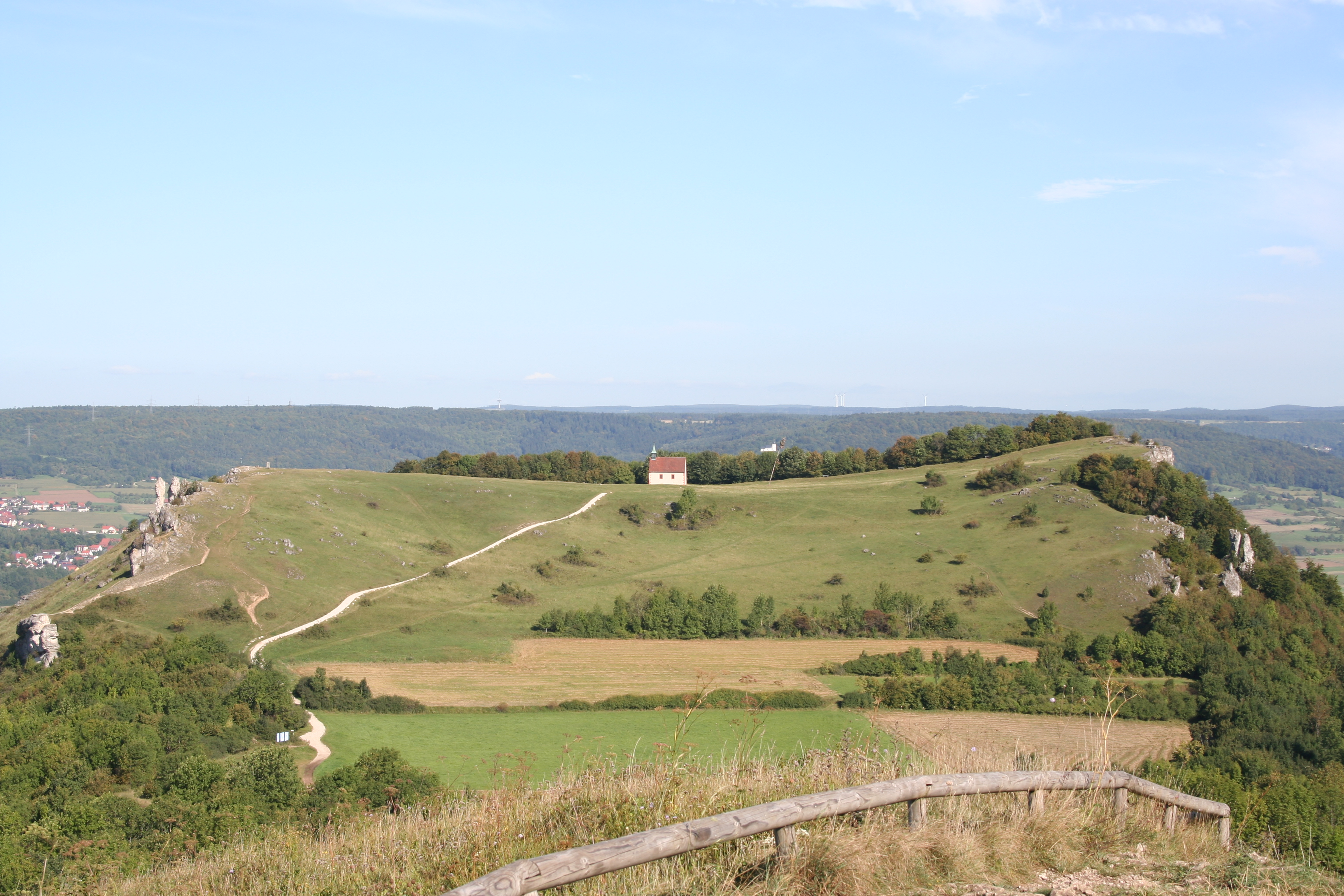
Ehrenberg
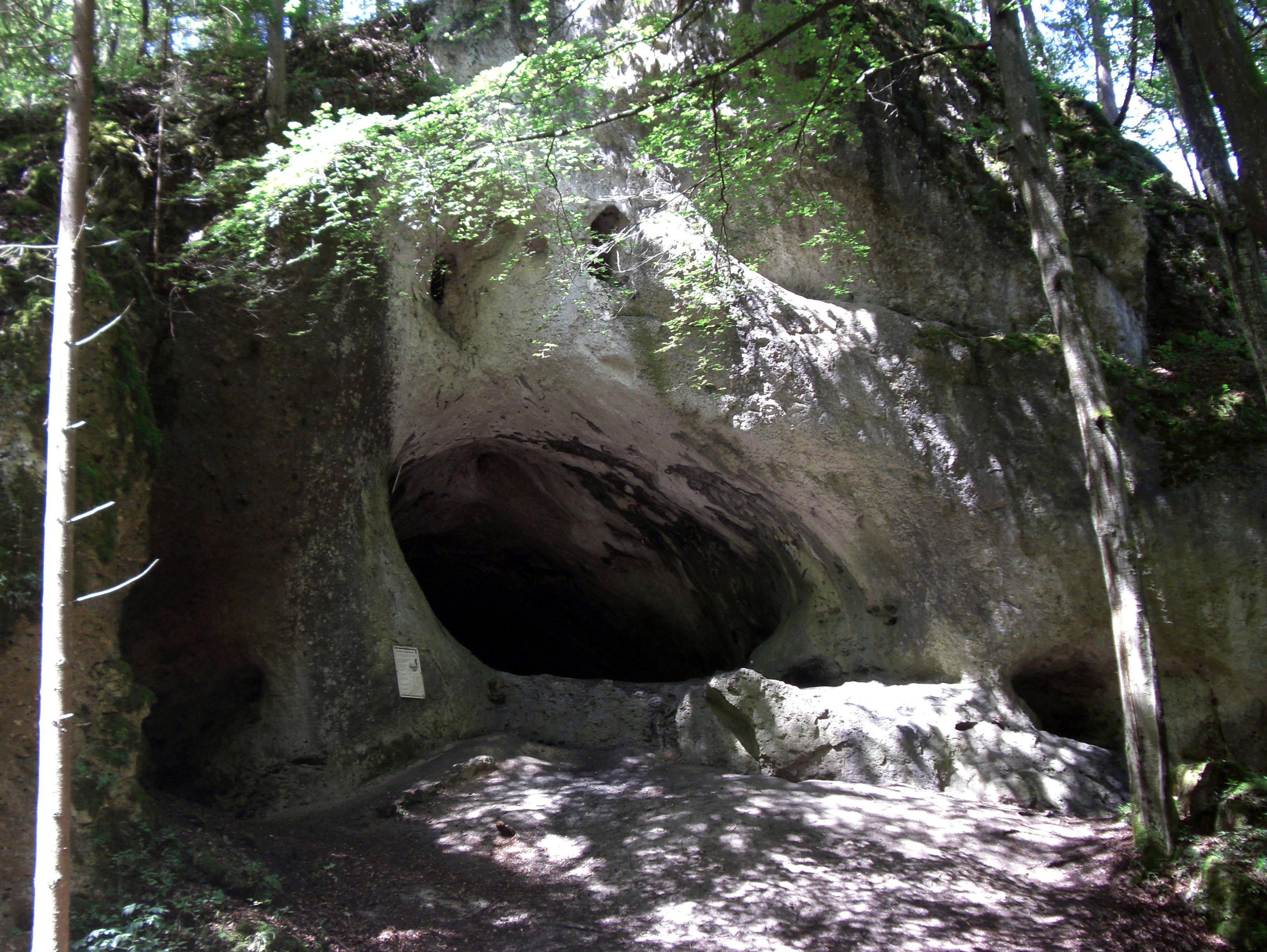
Hasenlochhöhle
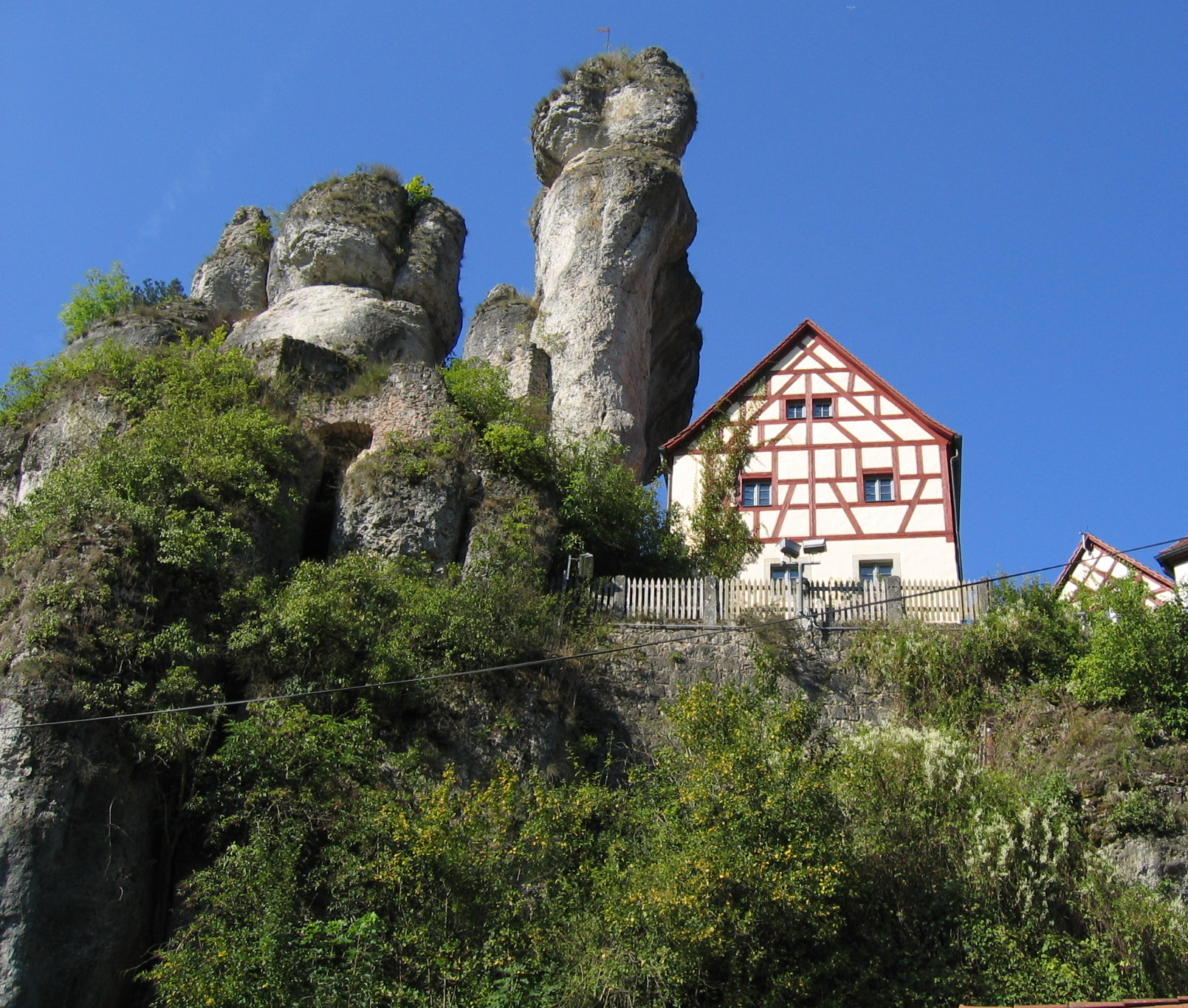
Tüchersfeld
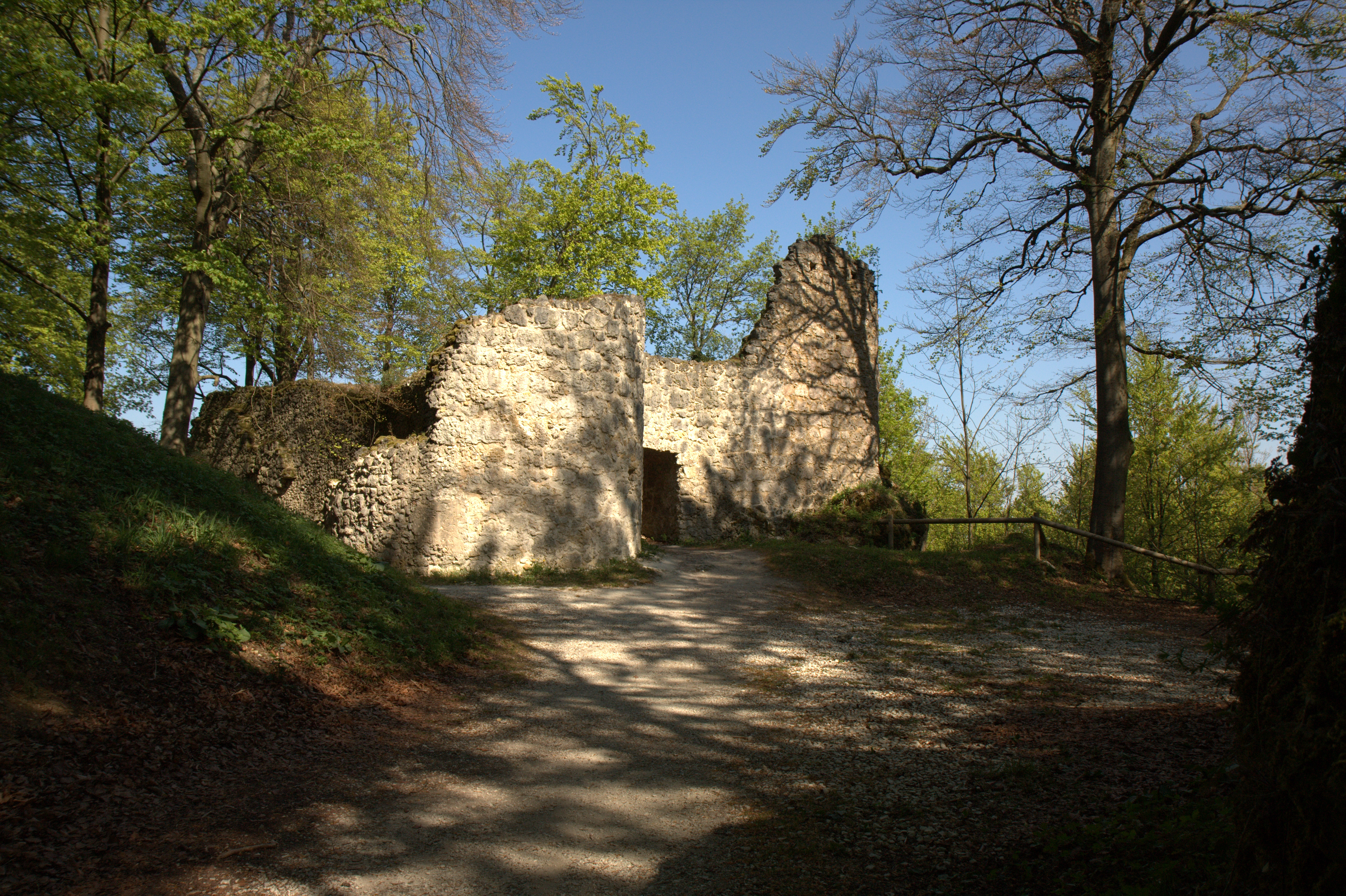
Burgruïne Leifenfels
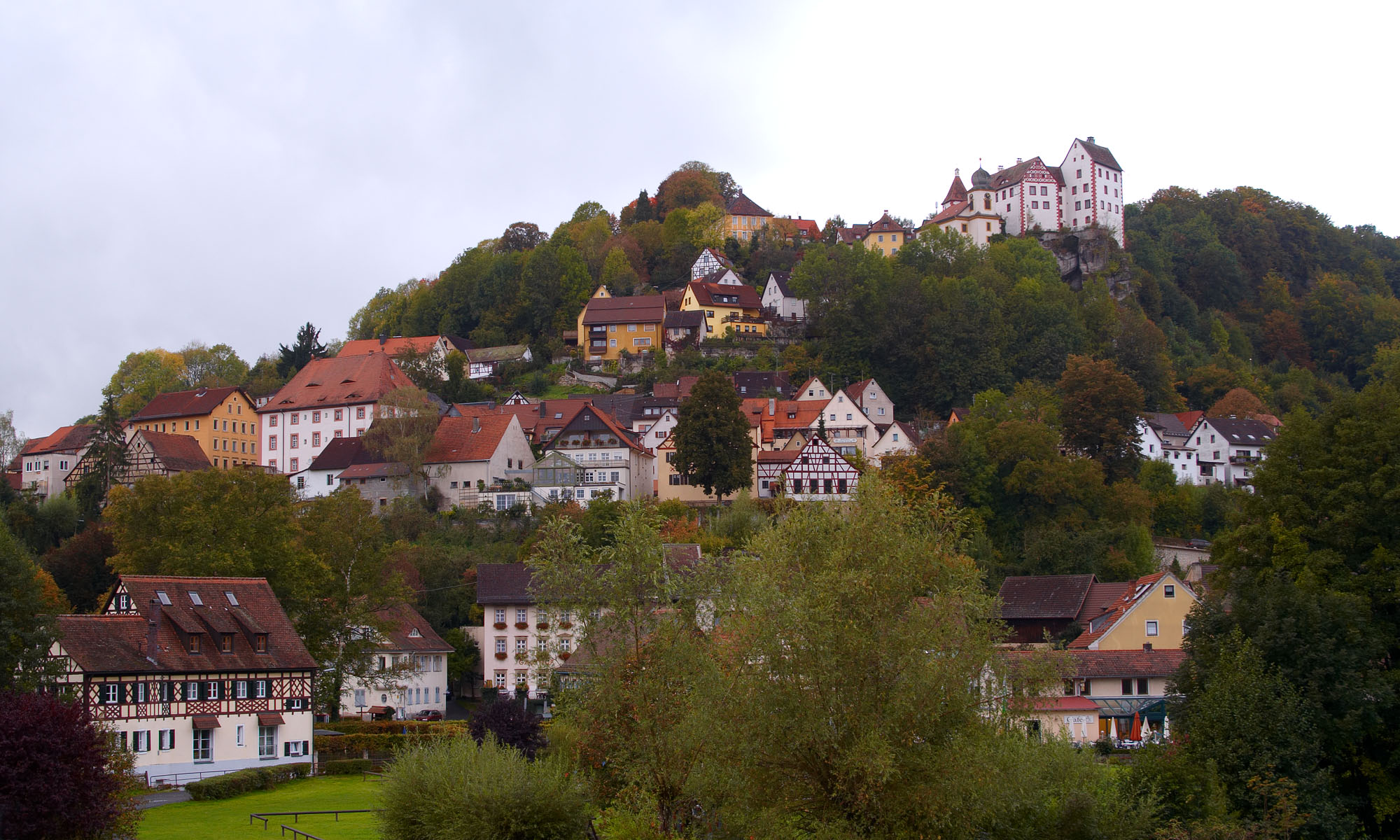
Burg Egloffstein
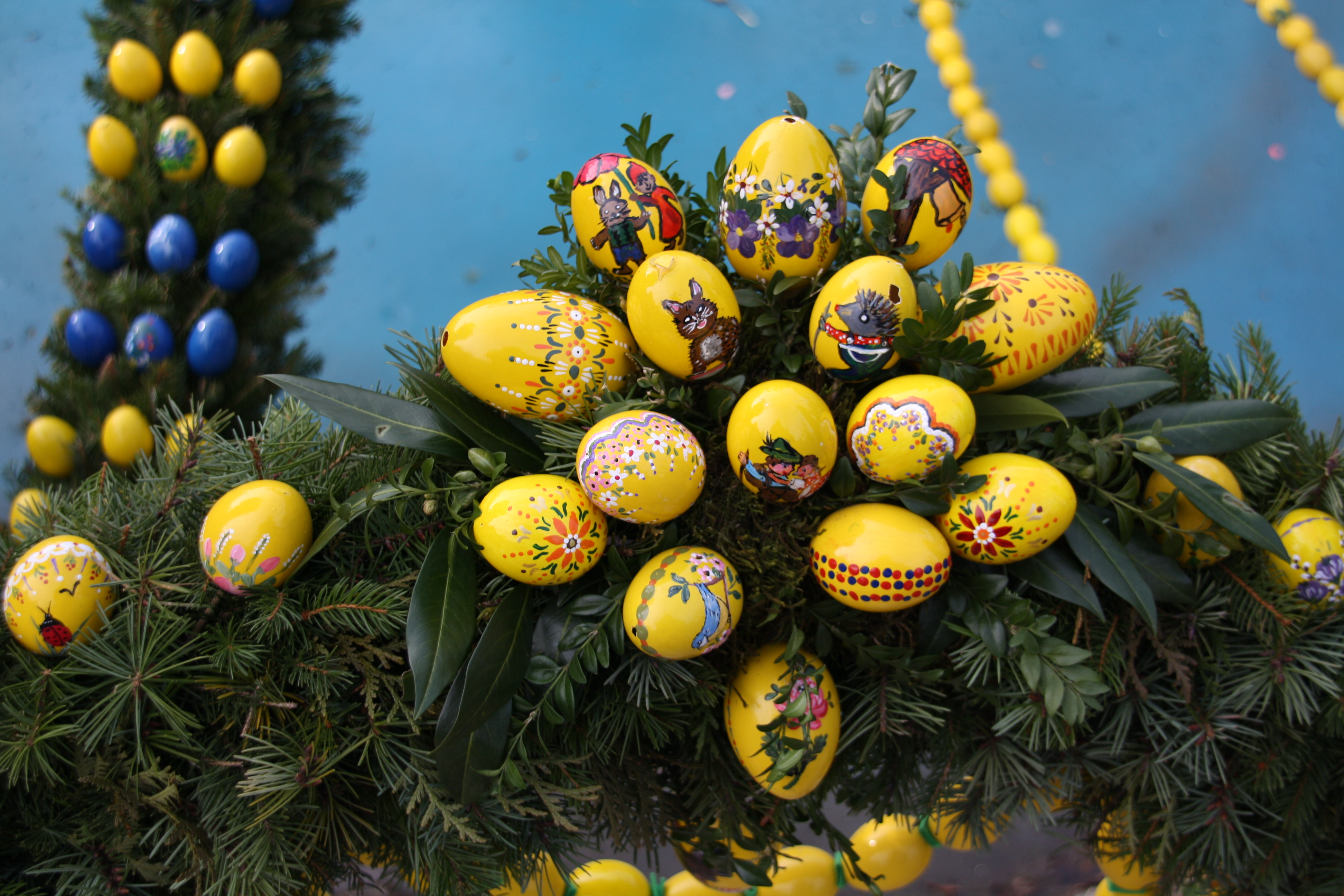
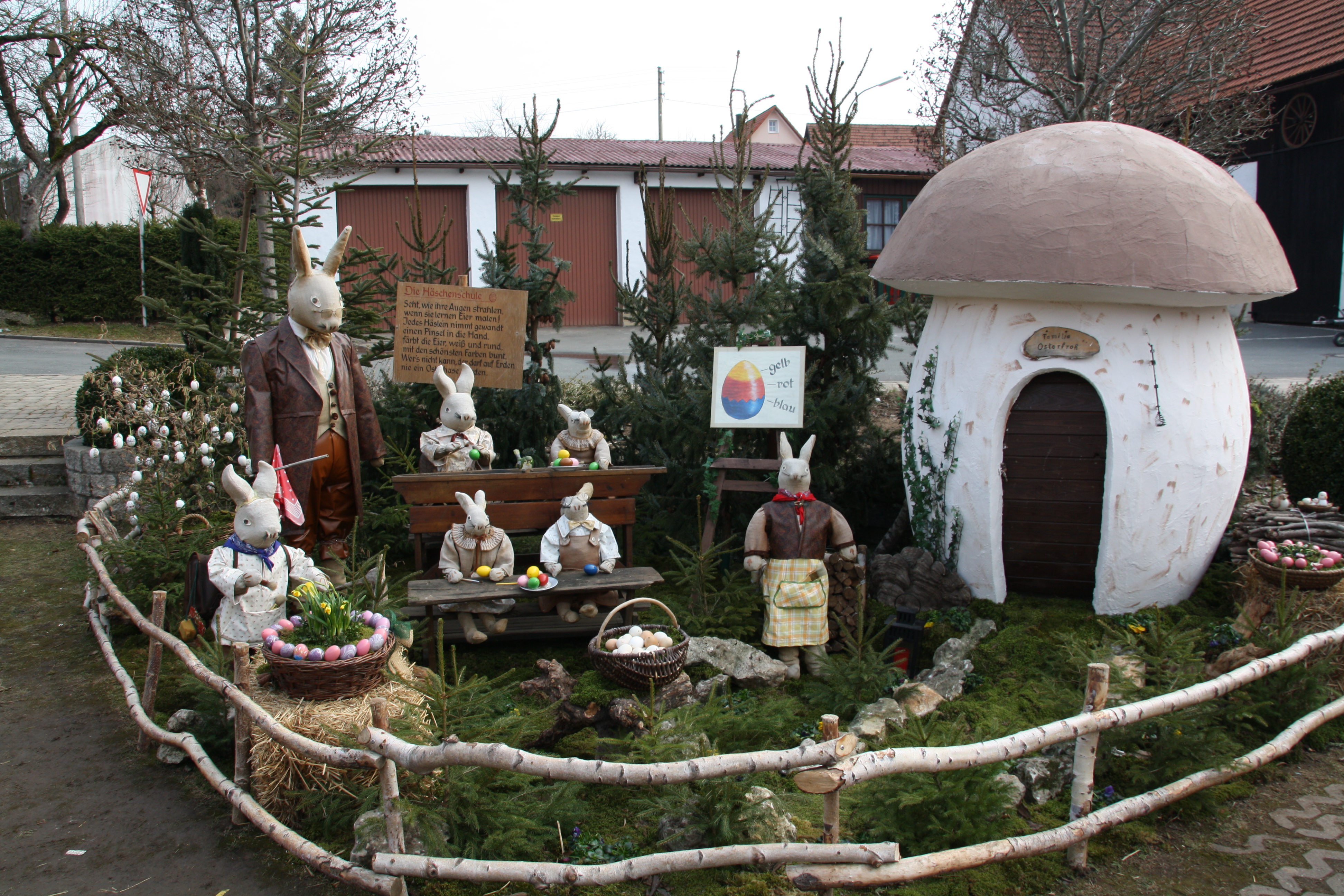